# Château de Lombardie
Le château de Lombardie est un château médiéval situé à Enna, dans le centre de la Sicile. Il est l'un des plus grands anciens édifices d'Italie méridionale avec une surface de 25 000 m2.

## Histoire
Les origines du château remontent à une première forteresse érigée au Ier millénaire av. J.-C. par les Sicanes lors de la fondation de l'ancienne Henna, sur une colline à 970 mètres d'altitude.
Il se trouve à une position stratégique très bien défendue, les Romains ne purent le conquérir qu'en passant par ses canalisations.
Sous le château se trouvait le temple Sicane antique de Cérès, à l'origine du culte de cette déesse dans le tout l'Italie, qui a été décrit par Cicéron.
Après la chute de l'Empire romain d'Occident, il fut occupé par les Byzantins et résista de nombreuses années aux assauts arabes. Après leur victoire, ces derniers reconstruisirent la forteresse vers le Xe siècle. Le château fut ensuite utilisé par leurs successeurs, les Normands.
Deux siècles plus tard, l'architecte Riccardo da Lentini (it) fut commissionné par Frédéric II du Saint-Empire, empereur et roi de Sicile afin d'en faire une résidence d'été. Il ajouta 20 tours et y installa une garnison la Langobardia minor, d'où il tire son nom.
Avec l'avènement de l'artillerie, le château perdit son premier rôle stratégique et fut transformé en prison. Actuellement, il abrite un théâtre, le Teatro più vicino alle Stelle, utilisé pour des représentations d'art lyrique et de concerts musicaux.

## Sources
- (en) Cet article est partiellement ou en totalité issu de l’article de Wikipédia en anglais intitulé « Castello di Lombardia » (voir la liste des auteurs).